# فرد کوربت (بازیکن فوتبال زاده۱۹۰۹)
فرد کوربت (انگلیسی: Fred Corbett; ۸ اکتبر ۱۹۰۹ – ۲۰ نوامبر ۱۹۷۴) بازیکن فوتبال اهل بریتانیا بود.
از باشگاه‌هایی که در آن بازی کرده‌است می‌توان به باشگاه فوتبال تورکی یونایتد، باشگاه فوتبال لینکولن سیتی، باشگاه فوتبال منچستر سیتی، باشگاه فوتبال ووستر سیتی و باشگاه فوتبال بیرمنگام سیتی اشاره کرد.